# Artjärvi
Artjärvi este o fostă comună din Finlanda.